# 徳島市助任小学校
徳島市助任小学校（とくしまし すけとうしょうがっこう）は、徳島県徳島市下助任町一丁目にある公立小学校である。

## 概要
助任橋1丁目から4丁目・南常三島町・中常三島町・北常三島町・助任本町・南前川町・中前川町・北前川町・下助任町・東吉野町・上吉野町・吉野本町・上助任町・中吉野町を学区域とする。（中常三島町3丁目は、城東小、も選択可能）

## 沿革
- 1871年 - 徳島市下助任町1丁目1番地に北小学校として設立。
- 1873年 - 北小学校から宝善小学校と改称。
- 1880年 - 宝善小学校から助任小学校と改称。
- 1886年 - 助任小学校から徳島市立助任尋常高等小学校と改称。
- 1913年 - 徳島市助任尋常高等小学校と改称。
- 1941年 - 徳島市助任国民学校と改称。
- 1947年 - 現在の校名である徳島市助任小学校と改称。[3]

## 校歌
- 作詞: 保科千代次
- 作曲: 近藤良三

校歌歌詞は、助任小学校ホームページに掲載されている。

## アクセス
最寄駅
- 四国旅客鉄道（JR四国）徳島駅 最寄りバス停
- 助任本町
- 助任橋4丁目

## 著名な卒業者
- 福岡春菜 - （卓球選手）
- 小泉享亮 - （作曲家）
- 沖西慶子 - ヴィオラ奏者、（ガルボ (デュオ)）
- 西大輔 - （サッカー選手）

## 通学区域が隣接している学校
- 徳島市城東小学校
- 徳島市内町小学校
- 徳島市千松小学校
- 徳島市応神小学校
- 徳島市川内北小学校
- 徳島市川内南小学校